# Djibril Sidibé
Djibril Sidibé (Troyes, 29 de julho de 1992) é um futebolista francês que atua como lateral-direito. Atualmente está no Toulouse. 

## Carreira
Djibril Sidibé começou a carreira no Troyes.
No dia 8 de agosto de 2019, foi anunciado como novo reforço do Everton. O jogador chegou por empréstimo com opção de compra ao término do vínculo. 

## Títulos
Monaco
- Ligue 1: 2016–17

Seleção Francesa
- Copa do Mundo FIFA: 2018

### Prêmios individuais
- Equipe ideal da Ligue 1: 2016–17